# Pannekoek (cráter)

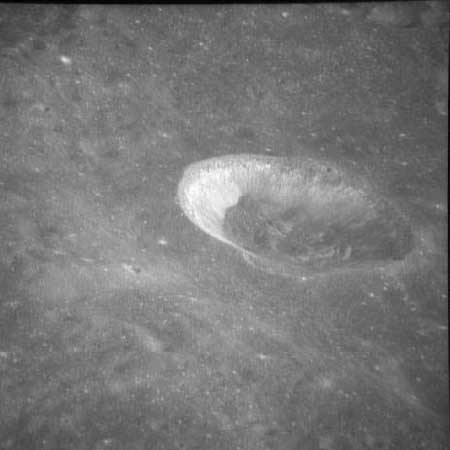
Fotografía de la misión Apolo 10

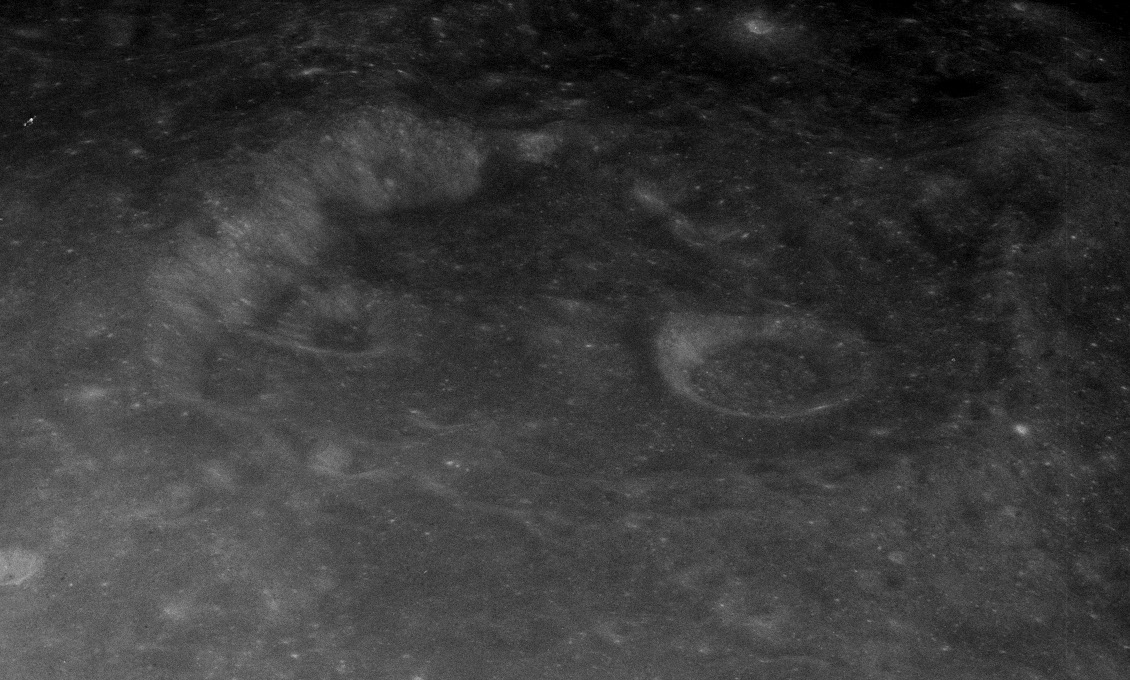
Fotografía de la misión Apolo 11

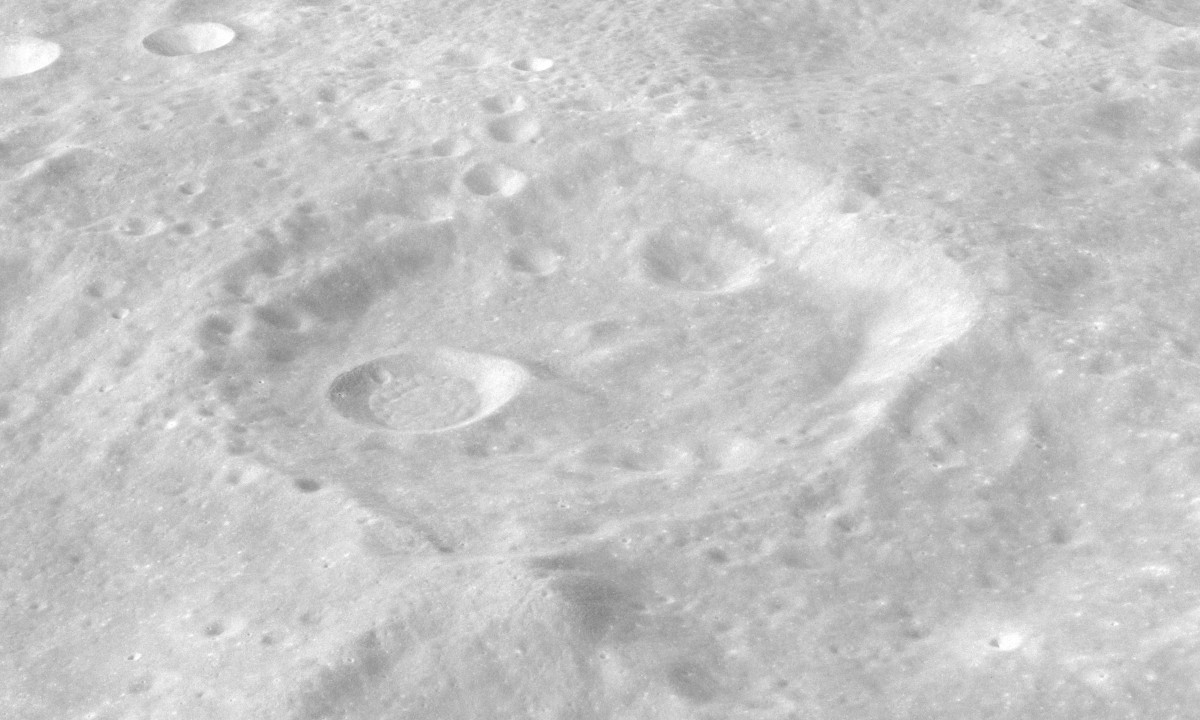
Vista oblicua. Cámara cartográfica del Apolo 17, mirando al norte

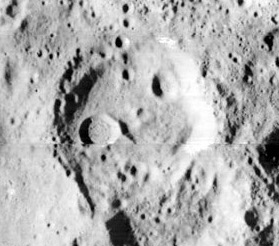
Imagen de la misión Lunar Orbiter 1

Pannekoek es un cráter de impacto que está situado en la cara oculta de la Luna, por lo que no se puede ver directamente desde la Tierra. El cráter se encuentra en el borde norte del cráter Dellinger, ligeramente más grande, y su frontera común forma un área de terreno irregular. Justo al norte de Pannekoek se encuentra la enorme planicie amurallada de Mendeleev. El cráter lleva el nombre de astrónomo y padre del Comunismo consejista, Anton Pannekoek.
|  |

Se trata de un cráter desgastado y erosionado, aunque el perímetro del borde sigue siendo visible. La parte sur del suelo interior es accidentada e irregular. Presenta un pequeño cráter junto a la pared interior en la parte oeste-suroeste del piso. Un cráter más pequeño también se encuentra tocando la pared interior noreste, y varios pequeños cráteres marcan su suelo.

## Cráteres satélite
Por convención estos elementos son identificados en los mapas lunares poniendo la letra en el lado del punto medio del cráter que está más cercano a Pannekoek.
|           | \| Pannekoek \| Coordenadas \| Diámetro \| \| --------- \| ----------------------------- \| -------- \| \| A \| 0°54′S 141°00′E / -0.9, 141.0 \| 28 km \| \| D \| 2°36′S 143°30′E / -2.6, 143.5 \| 28 km \| \| R \| 5°24′S 138°18′E / -5.4, 138.3 \| 71 km \| \| S \| 4°24′S 140°06′E / -4.4, 140.1 \| 18 km \| \| T \| 4°06′S 138°12′E / -4.1, 138.2 \| 25 km \| |          |
| Pannekoek | Coordenadas | Diámetro |
| A         | 0°54′S 141°00′E / -0.9, 141.0 | 28 km    |
| D         | 2°36′S 143°30′E / -2.6, 143.5 | 28 km    |
| R         | 5°24′S 138°18′E / -5.4, 138.3 | 71 km    |
| S         | 4°24′S 140°06′E / -4.4, 140.1 | 18 km    |
| T         | 4°06′S 138°12′E / -4.1, 138.2 | 25 km    |

Los cráteres satélite de Pannekoek fueron fotografiados durante la misión del Apolo 11:
|  |  |  |  |